# Орсон Скотт Кард
О́рсон Скотт Кард (англ. Orson Scott Card; 24 серпня 1951, Ричланд, штат Вашингтон) — американський письменник. Працює в кількох літературних жанрах, але найбільшого успіху досяг в науковій фантастиці. Єдиний автор, твори якого двічі поспіль були удостоєні одночасно двох літературних премій: Х'юго та Небюла (в номінації «Найкращий роман»). Мова про два перші романи з циклу «Ендер Віггін» — «Гра Ендера» (англ. Ender's Game) та «Голос тих, кого немає» (англ. Speaker for the Dead).

## Біографія
Навчався в Університеті Бригам Янг (Прово, штат Юта). Здобув ступінь магістра філології. Провів 3 роки в місіонерській мормонській місії в Бразилії, що згодом значно вплинуло на його літературну творчість (зокрема, це простежується в найвідомішому літературному циклі автора — «Ендер Віггін»). Після повернення на батьківщину поселився в Солт-Лейк-Сіті, де переважно займався театральною та літературною діяльністю (літературний дебют — 1977).
У своїй творчості не обмежувався науковою фантастикою — відомі його роботи в жанрі фентезі: цикли «Сказання про майстра Елвіна», «Сага про Вортінг». Спробував свої сили також у жанрі альтернативної історії.
Одружений. Має п'ятеро дітей. Наразі проживає в Грінсборо, штат Північна Кароліна.

## Нагороди
- 1978 — премія імені Джона Кемпбела (як найкращому молодому письменнику);
- 1981 — «Майстер пісні» («англ. Songmaster»); премія Гамільтона-Бреккет;
- 1984 — «Святі» («англ. Saints»); книга року за версією Association for Mormon Letters;
- 1985 — «Гра Ендера» («англ. Ender's Game»); премія Небюла 1985, премія Х'юго 1986, премія Гамільтона-Бреккета-86, премія SF Chronicle Readers Poll;
- 1987 — «Голос тих, кого немає» («англ. Speaker for the Dead»); премія Небюла 1986, премія Х'юго 1987, премія Локус 1987, премія SF Chronicle Readers Poll;
- 1987 — повість «Око за око» («англ. Eye for Eye»); премія Х'юго 1988; японська премія Сеюн 1989;
- 1987 — «Річка Хетрек» («англ. Hatrack River»); номінація на Небюла 1986, номінація на Х'юго 1987, перемога на World Fantasy Award;
- 1988 — «Сьомий син» («англ. Seventh Son»), номінація на Х'юго 1988, номінація на World Fantasy Award, премія Mythopoeic Society, премія Локус 1988;
- 1989 — «Червоношкірий пророк» («англ. Red Prophet»); номінації на премії Х'юго та Небюла;
- 1991 — «How to Write Science Fiction and Fantasy»; премія Х'юго;
- 1995 — «Alvin Journeyman»; премія Локус.
- 1999 — Спокута Христофора Колумба; Премія «Ґеффен».
- 2001 — «Ender's Shadow»; Премія «Ґеффен».

### Ендер Віггін
- Гра Ендера (англ. Ender's Game), 1985
- Голос тих, кого немає (англ. Speaker for the Dead), 1986
- Ксеноцид (англ. Xenocide), 1991
- Діти розуму (англ. Children of the Mind), 1996
- A War of Gifts: An Ender Story (2007)
- Ender in Exile: Ganges (2008)

Наведені нижче романи також належать до цього циклу, хоча головний герой в них не Ендер Віггін:
- Тінь Ендера (англ. Ender's Shadow), 1999
- Тінь Гегемона (англ. Shadow of the Hegemon), 2001
- Театр тіней (англ. Shadow Puppets), 2002
- Тінь велета (англ. Shadow of the Giant), 2005
- Тінь утікає (англ. Shadows in Flight), (2012).

Крім того автор написав кілька оповідань, які пов'язані з всесвітом Ендера: First Meetings (2002), «Mazer in Prison» (2005), «Pretty Boy» (2006), «Cheater» (2006), «A Young Man with Prospects» (2007), «The Gold Bug» (2007), «Ender's Stocking» (2007)

### The Tales of Alvin Maker
- «Prentice Alvin and the No-Good Plow» (1989)
- Seventh Son (1987)
- Red Prophet (1988)
- Prentice Alvin (1989)
- Alvin Journeyman (1995)
- Heartfire (1998)
- «Grinning Man» (1998)
- «The Yazoo Queen» (2003)
- The Crystal City (2003)
- Master Alvin (очікується)

### The Homecoming Saga
- The Memory of Earth (1992)
- The Call of Earth (1992)
- The Ships of Earth (1994)
- Earthfall (1995)
- Earthborn (1995)

### Women of Genesis
- Sarah (2000)
- Rebekah (2001)
- Rachel and Leah (2004)
- The Wives of Israel (очікується)

### Pastwatch
- Pastwatch: The Redemption of Christopher Columbus (1996)
- Pastwatch: The Flood (очікується)

### Mayflower
- Lovelock (1994) — with Kathryn H. Kidd
- Rasputin (очікується) — with Kathryn H. Kidd

### Окремі романи
- Hot Sleep (1978)
- A Planet Called Treason (1978)
- Songmaster (1979)
- Hart's Hope (1983)
- Saints (1983)
- The Worthing Chronicle (1983) — перепрацьоване видання Hot Sleep
- Wyrms (1987)
- Treason (1988) — перепрацьоване видання A Planet Called Treason
- Lost Boys (1992)
- Treasure Box (1996)
- Stone Tables (1997)
- Homebody (1998)
- Enchantment (1999)
- Magic Street (2005)
- Empire (2006)
- Invasive Procedures (2007) — у співавторстві з Aaron Johnston